# Guru Nanak

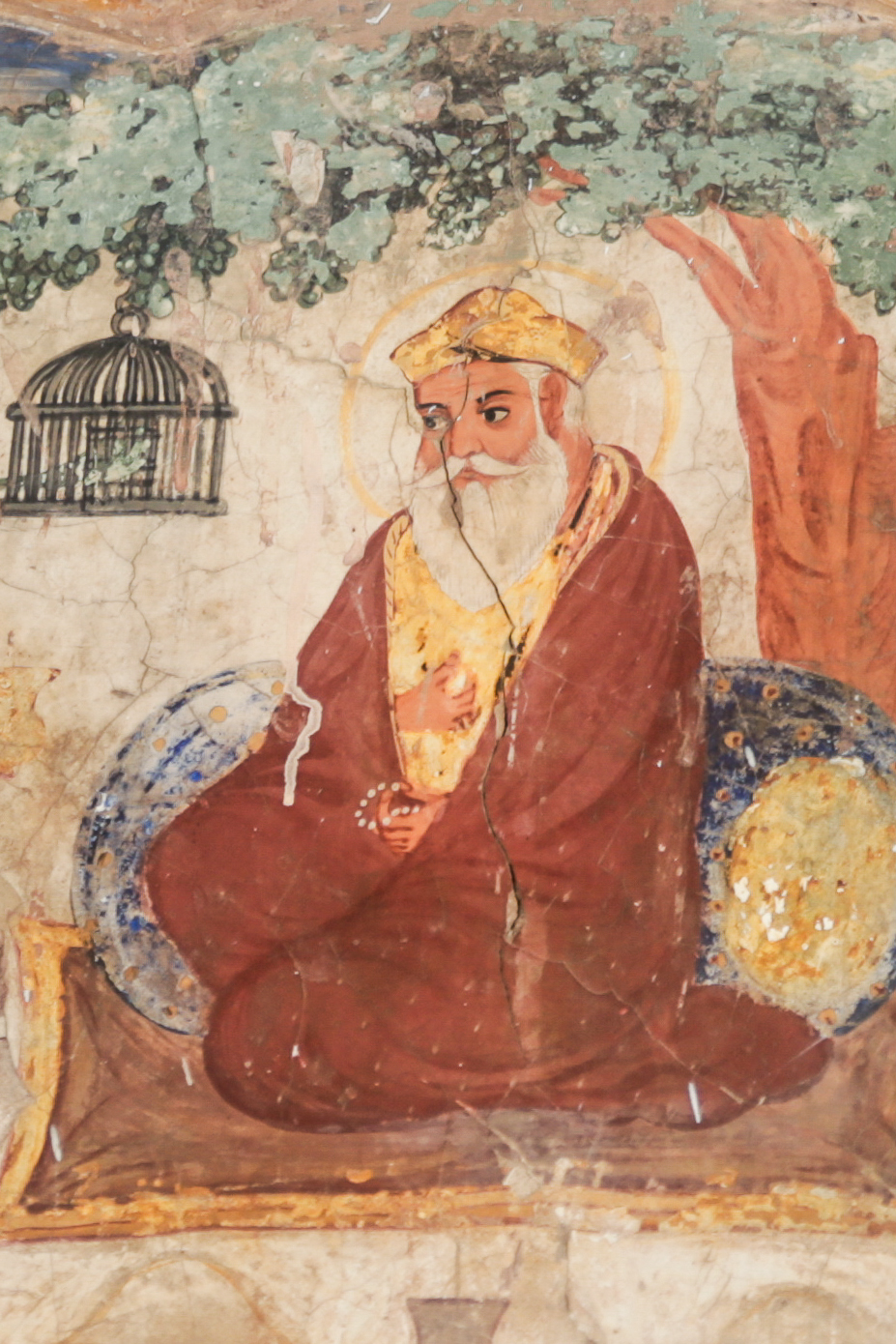
Guru Nanak.

Guru Nanak, eller Guru Nanak Dev, född 15 april 1469 i byn Talwandi nära Lahore, Punjab i nuvarande Pakistan, död 22 september 1539 i Kartarpur, Punjab, var sikhismens grundare och första guru.

## Biografi
Guru Nanak föddes i en högkastig hinduisk familj. Han växte upp med både muslimska och hinduiska vänner och lärde sig persiska och arabiska. Som sextonåring gifte han sig och fick två söner.
Nanak tillhörde krigarkasten. När hans idéer kommit till mognad, lämnade han sina världsliga göromål, utdelade sina ägodelar till de fattiga, begav sig ut på vandringar, återkom och bildade ett samfund av lärjungar, vars första andliga överhuvud eller guru (lärare) han blev. Inför sin död 1539 utsåg han en efterträdare.

## Sägnen
När Guru Nanak arbetade som herde och vaktade familjens djur, sökte han samtidigt kunskap och diskuterade med heliga hinduiska och muslimska män som bodde i närheten. En dag då han badade i floden Bain, kom han inte upp till ytan och byborna sökte överallt, fann honom inte, man antog att han därmed drunknat. Enligt sägnen ska han ha förenats med Gud och blivit upplyst vid detta tillfälle.
Efter tre dagar dök Nanak upp på samma ställe där han försvunnit, med ett gudomligt ljus i ögonen, tyst och i trans. Han sa upp sig från sitt arbete och delade ut sina tillhörigheter till de fattiga. När han äntligen talade sade han: Det finns ingen hindu, ingen muslim. Detta skulle symbolisera att Gud inte skiljer på en persons religion – utan dömer av ens handlingar. Detta budskap gav han på grund av att man ofta slösade tid på att diskutera vems religion var den 'sanna vägen till Gud'. Han menade att det endast är en persons handlingar som kommer dömas, inte den religion som själva personen tillhör. Nanak var nu övertygad om att Gud var en, han trodde inte på treenighet eller att Gud skulle kunna ta mänsklig skepnad. Han började resa runt över hela Indien och predika tillsammans med sin vän Mardana som var musiker. Nanak var språkbegåvad och de sjöng hymner på lokalbefolkningens språk, som ett sätt att sprida läran, varthän de kom.
Det sägs att han reste till Mekka, och somnade med fötterna mot Kaba. En förargad vakt väckte honom för att han skulle ha legat med fötterna mot Guds hus och Nanak sägs ha retoriskt svarat: "Min gode man, jag är trött efter en lång resa, är du snäll och vänd mina fötter i en riktning där Gud inte är." Det sägs att Mekkan snurrade när vakten försökte vända på hans fötter. Han menade att Gud fanns överallt.
Punjab hade under denna tid invaderats av mogulhärskaren Babur och Nanak och Mardana togs tillfånga då de återvände från sina resor västerut. Mardana och Nanak sjöng hymner, vilket fick först fångvaktaren och sedan mogulhärskaren att lyssna. Guru Nanak kallade Babur för 'Zabur' (tyrann) och gjorde motstånd mot massakern som Babur orsakat.
Den åldrande Nanak slog sig nu till ro med sin familj i Kartharpur och lät de troende komma till honom istället för att höra honom sjunga hymner och predika. Han betonade vikten av jämlikhet, oavsett religion, kön eller födslorätt, och institutionaliserade langar, de gemensamma matsalarna där alla oavsett om de är kungar eller tiggare äter tillsammans.
Vid denna tid, 1532 kom en man vid namn Lehna dit. Han var hindu och dyrkade Durga, men efter att ha träffat Nanak kom han att bli dennes mest hängivna lärjunge. Nanak testade då och då sina lärjungar, och Lehna var den som visade sig mest värdig. Vid ett tillfälle kom Nanak, Lehna och de båda sönerna fram till något som verkade vara ett lik täckt av ett lakan. Nanak överraskade dem med frågan om vem som skulle äta det. Sönerna vägrade och trodde att fadern blivit galen, men inte Lehna, han gick med på det och när han lyfte på tyget visade det sig vara ett fat med helig mat. Lehna lät de andra äta och åt själv resterna. När Nanak såg detta sade han:
Lehna, du gavs denna heliga mat eftersom du kunde dela den med andra. Om människor använder Guds gåvor för sig själva eller samlar på sig dem är det som ett lik. Men om de bestämmer sig för att dela med sig till andra blir det helig mat. Du har förstått hemligheten. Du är min avbild.
Nanak välsignade honom med sin hand – ang; gav Lehna namnet Angad och utsåg honom som sin efterträdare.